# カガディ県
カガディ県（カガディけん、英語: Kagadi District）はウガンダの西部、アルバート湖と接する県のひとつ（ただしコンゴ民主共和国との国境は接していない）。県都は同名のカガディ。人口35万人（2014年国勢調査）。

## 歴史
かつてはキバレ県に属していたが、2016年7月1日に単独の県としての行政が開始された。

## 隣接する県
- キクベ県
- カクミロ県
- キバレ県
- キエンジョジョ県
- カバロレ県
- ントロコ県